# Born to Run (песня Эммилу Харрис)
«Born to Run» — песня, выпущенная американской певицей Эммилу Харрис в 1981 году. Композиция написана британским автором песен Полом Кеннерли и первоначально вошла в очередной альбом артистки, Cimarron, а на следующий год была издана в формате сингла.
Сингл достиг Топ-10 американского чарта Hot Country Songs и канадского Country 50 Singles, а также принёс Кеннерли награду BMI Country Awards как автору одной из самых ротируемых кантри-песен года. Позднее Харрис неоднократно перезаписывала номер в рамках своих концертных альбомов. Собственные прочтения композиции представляли и другие артисты, в частности Альберт Ли, Джесси Бакли, Ли Энн Вомак и Джейми О’Нил.

## История
Композиция «Born to Run» была написана британским автором песен Полом Кеннерли и предназначалась для его концептуальной пластинки о жизни Джесси Джеймса — The Legend of Jesse James (1980). Однако затем, решив, что текст произведения слишком расплывчат и плохо раскрывает сюжет проекта, Кеннерли переписал лирику и переименовал номер в «The Death of Me». На лонгплее переделанную песню в итоге спел Джонни Кэш. Тем не менее Харрис, которая тоже участвовала в создании диска Кеннерли, услышала демозапись исходной композиции и захотела исполнить «Born to Run» в одном из своих следующих альбомов.
Трек Харрис спродюсировал Брайан Ахерн. По воспоминаниям Стива Фишелла — на тот момент нового слайд-гитариста аккомпанирующей группы Харрис, The Hot Band — запись «Born to Run» проходила в студии в Северном Голливуде между четырьмя и пятью часами утра. При этом в ходе рекорд-сессии певица и продюсер мотивировали музыкантов экспериментировать со звучанием — так в композиции, например, появилось соло Фишелла на акустической гавайской гитаре 1920-х годов. В завершённом виде номер представлял собой быстрый трек с кантри-роковыми ликами и плотным ритмом. Текст произведения в исполнении Харрис являлся альтернативным феминистским прочтением темы бунтарского странствия по бескрайним дорогам:
Well I never did crawl, and I never did toe that line
No man is a master to me, I ain’t that kind
I just put on my traveling shoes

If you wanna win you just can’t lose....
Композиция появилась в очередном лонгплее артистки, Cimarron (1981), а на следующий год вышла в формате сингла с треком «Colors of Your Heart» на обратной стороне. Песня Кеннерли в конечном счёте достигла Топ-10 американского чарта Hot Country Songs и канадского Country 50 Singles. Номер быстро стал одним из столпов концертного репертуара певицы, и в том же 1982 году она исполнила «Born to Run» в ходе своего дебютного выступления в шоу Austin City Limits, открывая 7-й сезон программы. Кеннерли же, как автор одной из самых ротируемых кантри-песен года, получил награду BMI Country Awards. Позднее запись Харрис также использовалась телесетью CBS в видеоматериалах с Летних Олимпийских игр 1984 года в Лос-Анджелесе.
В ходе дальнейшей карьеры певица трижды выпускала «Born to Run» в концертных вариантах. Так, в 1990 году она и её блюграсс-ансамбль The Nash Ramblers записали акустическое прочтение песни, но трек был издан лишь в 2021-м, в их альбоме Ramble in Music City: The Lost Concert. Затем артистка спела номер для лонгплея Spyboy (1998) со своей одноимённой новой группой, впервые включавшей афроамериканских музыкантов. Наконец в 2006 году Харрис исполнила композицию с Марком Нопфлером для их совместного CD/DVD-релиза Real Live Roadrunning.

## Оценки и трактовки
По мнению рецензентов журнала Billboard, в «Born to Run» «хрустящая» акустическая гитара и «душевное» до́бро приятно сочетаются с быстрым кантри-стилем «летнего хайвея», отточенного Харрис за годы до идеала, а её более хриплый, чем в других треках голос подходит под текст песни. Помимо этого, шеф нэшвиллского бюро издания, Кип Кирби, привела «Born to Run» в качестве одного из примеров того, как вокал артистки к 1982 году стал сильнее и напористее, чем прежде, и обрёл способность изменять эмоциональный фокус даже в рамках одной фразы. В 2017 году Billboard также поместил «Born to Run» на строчку № 9 в своей десятке лучших песен Харрис — как часть оставленного певицей «одного из богатейших наследий в истории музыки».
Редакторы журнала Cash Box напомнили, что артистка знает подход к простым мелодиям и, применяя свои немного хрупкие вокальные текстуры, умеет превращать незамысловатые пассажи в почти классику. «Born to Run», по их оценке, предлагает именно такое узнаваемое исполнение с очень «вкусной» акустической гитарой и обаятельным бэк-вокалом, напоминающим пение Рики Скэггса. В свою очередь обозреватель портала AllMusic Уильям Рульман назвал трек одним из двух самых достопамятных в альбоме Cimarron (наряду с «Tennessee Rose»). Сайт The Boot, составив список лучших композиций Харрис, поместил «Born to Run» на строчку № 7, описав номер как «решительное заявление, призывающее людей быть смелыми, настойчивыми и сохранять собственную индивидуальность». Портал Wide Open Country в схожем перечне отвёл произведению позицию № 9, подчеркнув, что оно по-настоящему демонстрирует голос Харрис. Вместе с тем рецензент журнала Country Music Эндрю Фрэнсис описал трек как промежуточную песню — не кантри, но и не рок — которая периодически проваливается между музыкальными жанрами.
Биограф и журналист Джим Браун в книге Emmylou Harris: Angel in Disguise обозначил «Born to Run» как историю о жажде странствия, идеально отвечающую устоявшемуся среди поклонников образу Харрис как «романтической цыганки». В этом свете американист, Ph.D., Сесилия Тиши, отмечает, что данная «цыганка», как представитель бродячей расы, отражает неукоренённую часть идентичности певицы, олицетворяя «подвижность артиста в музыкальной традиции, где гастроли — пребывание „в дороге“ — это образ жизни, а эклектизм в выборе песен — личная миссия». В итоге, согласно Тиши, каталог Харрис полон «цыганских» композиций, иллюстрирующих мобильность американской культуры; в их числе и «Born to Run». Со своей стороны музыкальный журналист Джин Санторо в книге Highway 61 Revisited истолковал номер как взгляд на отношения мужчины и женщины, в которых последняя оказывается в кресле «рок-н-ролльного водителя».

## Позиции в чартах
Еженедельные чарты
| Чарт (1982)                            | Высшая позиция | Прим.  |
| -------------------------------------- | -------------- | ------ |
| США, Billboard, Hot Country Songs      | 3              | [ 23 ] |
| США, Cash Box, Top 100 Country Singles | 3              | [ 24 ] |
| США, Radio & Records, Country Airplay  | 5              | [ 25 ] |
| Канада, RPM, Country 50 Singles        | 10             | [ 26 ] |

Ежегодные чарты
| Чарт (1982)                                 | Позиция | Прим.  |
| ------------------------------------------- | ------- | ------ |
| США, Billboard, Top Country Singles         | 47      | [ 27 ] |
| США, Radio & Records, Country Top 82 of '82 | 54      | [ 28 ] |

## Награды
BMI Country Awards
Награда компании BMI авторам наиболее ротируемых кантри-песен года (в период с 1 апреля 1982-го по 31 марта 1983-го).
| Год  | Категория               | Номинант     | Итог   | Прим. |
| ---- | ----------------------- | ------------ | ------ | ----- |
| 1983 | Citation of Achievement | Пол Кеннерли | Победа | [ 9 ] |

## Музыканты на записи
- Акустическая гавайская гитара — Стив Фишелл
- Соло-гитара — Фрэнк Рекард
- Акустическая гитара — Эммилу Харрис и Бэрри Ташиян
- Электропианино — Дон Джонсон
- Бас — Майк Бауден
- Ударные — Джон Уэйр
- Перкуссия — Брайан Ахерн, Стив Фишелл
- Гармонии — Бэрри Ташиян, Донован Коварт

## Прочие версии
Помимо Харрис, песню в разные годы исполняли и другие артисты, в числе которых:
- Альберт Ли — в альбоме Heratbreak Hill (2003)
- Мэри Сью Энглунд — в альбоме Free (2006)
- Джейми О’Нил — в альбоме Eternal (2014)
- Ли Энн Вомак — в альбоме The Life & Songs of Emmylou Harris (2016)
- Клиона Хейган — в альбоме Secret Love (2018)
- Джесси Бакли — в альбоме Wild Rose: Original Motion Picture Soundtrack (2019)

## Полезные ссылки
- Харрис исполняет «Born to Run» с The Nash Ramblers (аудио) на YouTube
- Харрис исполняет «Born to Run» со Spyboy (аудио) на YouTube
- Харрис исполняет «Born to Run» с Марком Нопфлером (видео) на YouTube